# For Marion's Sake
For Marion's Sake è un cortometraggio muto del 1913 diretto da Warwick Buckland.

## Trama
Un uomo si prende la colpa quando il marito della donna che lui ama deruba il padre di lei.

## Produzione
Il film fu prodotto dalla Hepworth.

## Distribuzione
Distribuito dalla Hepworth, il film - un cortometraggio di 351 metri - uscì nelle sale cinematografiche britanniche nell'ottobre 1913.
Si conoscono pochi dati del film che, prodotto dalla Hepworth, fu distrutto nel 1924 dallo stesso produttore, Cecil M. Hepworth. Fallito, in gravissime difficoltà finanziarie, il produttore pensò in questo modo di poter almeno recuperare il nitrato d'argento della pellicola.